# بخش خنرال پوئراردون
بخش خنرال پوئراردون (به اسپانیایی: Partido de General Pueyrredón) یک منطقهٔ مسکونی در آرژانتین است که در استان بوئنوس آیرس واقع شده‌است. بخش خنرال پوئراردون ۱٬۴۵۳٫۴۴ کیلومتر مربع مساحت و ۵۶۴٬۰۵۶ نفر جمعیت دارد.